# Chopped, Screwed, Live and Unglued
Albums de Korn
Live and Rare
(2006) MTV Unplugged: Korn
(2007)
Chopped, Screwed, Live and Unglued est un album de Korn sorti en édition limitée le 26 septembre 2006. Elle contient des remix, des chansons en spectacle de l'album See You on the Other Side.

## Titres de l'album
- Disc: 1 - Chopped & Screwed (CD)

1. Twisted Transistor - 5:03
2. Hypocrites - 3:44
3. Getting Over: DJ Michael "5000" Watts - 3:17
4. Getting Off - 4:04
5. For No One - 4:52
6. Love Song - 4:44
7. 10 or a 2-Way - 4:07
8. Coming Undone - 4:05
9. Coming Undone Wit It / Korn vs. Dem Franchize Boyz'' - 3:29

- Disc: 2 - Live & Unglued (CD)

1. Hypocrites (live, enregistré à Cologne, Allemagne le 26 août, 2005) - 3:55
2. Somebody Someone (live, enregistré à Lewiston le 26 mars, 2006) - 4:44
3. Throw Me Away (live, enregistré à Lewiston le mars 26, 2006) - 5:09
4. Liar / Guitar-Piano Duet (live, enregistré à East Rutherford le 28 mars, 2006) - 7:57
5. Love Song (live, enregistré à Phoenix le 12 mars, 2006) - 4:36
6. Blind (live, enregistré à East Rutherford, NJ le 28 mars, 2006) - 4:23
7. Coming Undone (Sleazy Days Rock Electro Remix / Acid Planet Remix-France) - 3:18
8. Coming Undone (Stegnation Remix / Acid Planet Remix-Holland) - 3:26
9. Coming Undone (live, enregistré à Center Staging, Burbank on 13 avril for acoustic AOL Sessions) - 3:34
10. Twisted Transistor (live, enregistré à Center Staging, Burbank, CA le 13 avril aux acoustic AOL Sessions) - 3:01

- Disc: 3 (DVD)

1. Twisted Transistor (music video, short version)
2. Coming Undone (music video)
3. Twisted Transistor (live acoustic from AOL Sessions)
4. Coming Undone (live acoustic from AOL Sessions)
5. Liar (animated video)
6. Coming Undone Wit It (music video)
7. Behind-The-Scenes Footage